# Pteropyrum naufelum
Pteropyrum naufelum är en slideväxtart som beskrevs av Al-khayat. Pteropyrum naufelum ingår i släktet Pteropyrum och familjen slideväxter. Inga underarter finns listade i Catalogue of Life.